# Abdoulkader Kamil Mohamed
Abdoulkader Kamil Mohamed (tiếng Ả Rập: عبد القادر كميل محمد) (sinh năm 1951) là một chính trị gia người Djibouti, ông đã giữ chức Thủ tướng Djibouti từ năm 2013. Trước đó, ông từng là Bộ trưởng Bộ Nông nghiệp từ tháng 5 năm 2005 đến tháng 5 năm 2011 và là Bộ trưởng Bộ Quốc phòng từ tháng 5 năm 2011 đến năm 2013.

## Tiểu sử
Mohamed sinh năm 1951 tại Souali, một địa điểm nằm ở khu vực phía bắc Obock của Djibouti ngày nay. Ông từng học tại trường Đại học Limoges ở Pháp, trong thời gian này, ông đã giành được một văn bằng về khoa học kỹ thuật và một chuyên ngành trong quản lý nước và môi trường. Ông từng học ở trường đại học Limoges, Pháp.
Bằng năng lực chuyên môn, Mohamed đã bắt đầu sự nghiệp của mình với cơ quan cấp nước Djibouti, mà sau này trở thành ONED. Ông làm việc đó trước tiên là tạm thời Tổng Giám đốc giai đoạn 1978-1979 và sau đó là Tổng giám đốc giai đoạn 1983-2005.
Năm 1981, Mohamed đã tham gia tổ chức RPP. Ông từng bước leo lên hàng ngũ lãnh đạo các hiệp hội chính trị, cho đến khi ông cuối cùng đã được bầu làm Phó Chủ tịch RPP vào tháng 9 năm 2012. Sau đó ông được bổ nhiệm làm Chủ tịch Liên hiệp của tổ chức UMP vào tháng 11 năm 2012.
Từ tháng năm 2005 đến tháng 5 năm 2011, Mohamed phục vụ trong chính phủ của Djibouti với chức danh là Bộ trưởng Bộ Nông nghiệp. Sau đó, ông được bổ nhiệm là Bộ trưởng Quốc phòng vào tháng 5 năm 2011. Mohamed cũng đảm đương vai trò Đại biểu Quốc hội. Ông tái đắc cử vào ngày 22 tháng 2 năm 2013, sau một chiến thắng trong cuộc bầu cử quốc hội UMP.
Ngày 31 tháng 3 năm 2013, Mohamed được Tổng thống Ismaïl Omar Guelleh bổ nhiệm làm Thủ tướng Djibouti thay thế Dileita Mohamed Dileita, ông nhậm chức vào ngày 1 tháng 4 năm 2013.